# من نور را دیدم
من نور را دیدم (انگلیسی: I Saw the Light) فیلمی زندگینامه‌ای به کارگردانی مارک آبراهام است که در سال ۲۰۱۵ منتشر شد. در این فیلم تام هیدلستون در نقش هنک ویلیامز، نماد موسیقی کانتری بازی کرده‌است.

## داستان
این فیلم دربارهٔ شهرت خواننده موزیک کانتری هنک ویلیامز و مرگ ناگهانی او در ۲۹سالگی است. از طرفی هم به ازدواج پرتلاطم و طلاق آدری شپرد به خاطر مصرف افراطی الکل و خیانت ویلیامز می‌پردازد.

## نقدها و جنجال‌ها
نوه ویلیامز، هنک ویلیامز سوم علناً نارضایتی خود را از خوانندگی هیدلستون اعلام کرد. کمی بعد از اجرای ترانه «جابجایش کن» توسط هیدلستون در فستیوال موسیقی ویتلند، ویلیامز در فیس بوک پست‌هایی منفی راجع به صدای هیدلستون گذاشت و ویدیویی از خودش در حین اجرای ترانه پدربزرگش منتشر کرد.
ویلیامز به انتقاد از نقش هیدلستون ادامه داد و گفت «برای ساخت یک فیلم خوب دربارهٔ هنک ویلیامز باید جنبه‌های خاصی را در هم آمیخت. برای طبیعی بودن کار نه تنها باید یک آمریکایی را برای نقش هایرام هنک ویلیامز انتخاب می‌کردند بلکه باید به سراغ کسی می‌رفتند که اهل جنوب باشد و قبلاً در چنین نقشی زندگی کرده باشد.» در ۱۱ سپتامبر ۲۰۱۵ و کمی بعد از اینکه هیدلستون کلیپی را در فضای مجازی منتشر کرد، ویلیامز دوباره در فیس بوک گفت که این فیلم فاقد «انصاف و یک بنیان واقعی» است.
در مقابل، هالی ویلیامز، نوه هنک ویلیامز و خواهر ناتنی هنک ویلیامز سوم، اجرای هیدلستون را ستود و در مصاحبه ای با رولینگ استون بیان کرد «تام واقعاً از دل و جان برای این نقش مایه گذاشت. او به شدت تلاش کرد تا تمام جنبه‌های وجود هنک را به تصویر بکشد؛ تمام جزئیات وجود هنک. تام تمام ذوق و شوقش را صرف این کار کرد.»